# 鈴木雅之 (声優)
鈴木 雅之（すずき まさゆき、12月24日 - ）は、日本の男性声優。オフィス野沢に所属していた。大阪府出身。

## 出演作品

### テレビアニメ
2005年
- BUZZER BEATER

2006年
- きらりん☆レボリューション（2006年 - 2007年、スタッフ、男性、ファン 他）

2008年
- RD 潜脳調査室（ズシ）
- きらりん☆レボリューション STAGE3（AD、編集長、レポーター、駅員 他）

2009年
- 明日のよいち!（男子生徒B）
- 極上!!めちゃモテ委員長（青年、警備員）

### ゲーム
2005年
- プリンセスメーカー4

2008年
- Φなる・あぷろーち2 〜1st priority〜